# Resultados do Carnaval de Campo Grande em 2012
Resultados do Carnaval de Campo Grande em 2012.

## Grupo Único
| Pos | Escolas                   | Pts   | Ref   | Classificação ou rebaixamento |
| --- | ------------------------- | ----- | ----- | ----------------------------- |
| 1   | Unidos da Vila Carvalho   | 297,5 | [ 1 ] | Campeã do Carnaval 2012       |
| 2   | Igrejinha                 | 295   | [ 1 ] | Grupo Especial em 2013        |
| 3   | Deixa Falar               | 270,5 | [ 1 ] | Grupo Especial em 2013        |
| 4   | Unidos do Bairro Cruzeiro | 268,5 | [ 1 ] | Grupo Especial em 2013        |
| 5   | Catedráticos do Samba     | 267,5 | [ 1 ] | Grupo Especial em 2013        |
| 6   | Cinderela Tradição        | 253,5 | [ 1 ] | Grupo de Acesso em 2013       |
| 7   | Aero Rancho               | 250,5 | [ 1 ] | Grupo de Acesso em 2013       |
| 8   | Estação Primavera         | 235   | [ 1 ] | Grupo de Acesso em 2013       |
| 9   | São Francisco             | 212   | [ 1 ] | Grupo de Acesso em 2013       |